# Marc-François Tourraud
Marc-François Tourraud est un homme politique français né le 26 février 1785 à Thiers (Puy-de-Dôme) et décédé le 16 septembre 1872 à Thiers.
Avocat à Thiers, bâtonnier, il est conseiller d'arrondissement, commandant de la garde nationale et député du Puy-de-Dôme de 1834 à 1837, siégeant dans la majorité soutenant les ministères de la Monarchie de Juillet. Il est ensuite juge puis président du tribunal de première instance de Thiers, prenant sa retraite en 1855.

## Sources
- « Marc-François Tourraud », dans Adolphe Robert et Gaston Cougny, Dictionnaire des parlementaires français, Edgar Bourloton, 1889-1891 [détail de l’édition]